# Objaw Hutchinsona
Objaw Hutchinsona – jest to objaw kliniczny zajęcia nerwu nosowo-rzęskowego przez wirus Varicella-zoster. Objawia się skórnymi wykwitami pęcherzykowatymi na grzbiecie nosa. Objaw ten stwarza duże prawdopodobieństwo wystąpienia zapalenia w obrębie oka. Może wystąpić w zapaleniu rogówki w przebiegu półpaśca ocznego (herpes zoster ophthalmicus).